# Nano Nagle

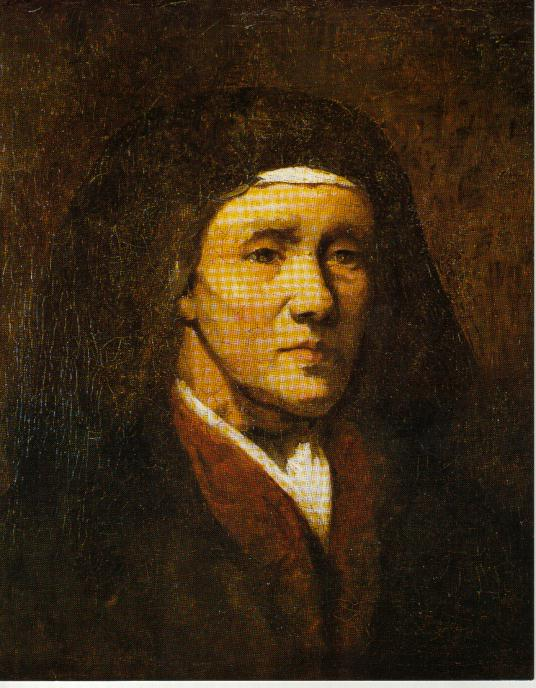
Portret zakonnicy

Nano Nagle (ur. 1718 w Ballygriffin, hrabstwie Cork w Irlandii, zm. 26 kwietnia 1784 tamże) – irlandzka zakonnica, założycielka Zgromadzenia Sióstr Ofiarowania Najświętszej Maryi Panny i Czcigodna Służebnica Boża Kościoła katolickiego.

## Życiorys
Onoria Nagle urodziła się jako najstarsza córka Garretta i Anny Matthew Nagle. Nauki pobierała w Paryżu, gdzie przebywała do śmierci ojca w 1774 roku. Po powrocie do Dublina poświęciła się na rzecz ubogich i edukacji młodzieży. W latach 1750–1771 otworzyła sześć szkół dla dzieci z biednych rodzin. W 1771 roku zwróciła się do francuskich Urszulanek o przejęcie jednej z nich. Z powodu opieszałości i braku zaangażowania sióstr, w 1776 roku, założyła własne zgromadzenie, Zgromadzenie Sióstr Ofiarowania Najświętszej Maryi Panny. Było to pierwsze, aktywnie społecznie zgromadzenie w Irlandii, nastawione na wielowymiarową pomoc ubogim rodzinom. Formalnie zgromadzenie zostało uznane przez stolicę apostolską w 1802 roku, kilka lat po śmierci jej założycielki.
Proces beatyfikacyjny Nano Nagle rozpoczął się za zgodą Stolicy Apostolskiej 14 października 1985 i 31 października 2013 została uznana za czcigodną przez papieża Franciszka.
W 2000 została wybrana na kobietę tysiąclecia w uznaniu jej zasług jako pioniera edukacji kobiet w Irlandii.